# Autódromo Internacional do Algarve
L'Autódromo Internacional do Algarve (appelé aussi circuit de Portimão) est un complexe sportif consacré aux sports mécaniques, situé à Portimão dans la région de l'Algarve, au sud du Portugal. La construction a été terminée en octobre 2008.
Le complexe dispose d'un circuit automobile  de 4,692 km ainsi que d'un circuit de karting. La course inaugurale a eu lieu le 2 novembre 2008 avec une épreuve du championnat du monde de Superbike.
Le circuit a été créé dans le but d'accueillir la Formule 1, notamment pour des essais privés. L'une de ses particularités est son revêtement, les nombreuses bosses rendant le pilotage difficile pour les voitures prototypes type 24 Heures du Mans ou les Formule 1, mais aussi les motos. En 2009 a eu lieu la première course nocturne de l'histoire du circuit, à l'occasion des 1 000 km de Portimão, une épreuve des Le Mans Series. Le championnat du monde FIA GT1 y a également fait escale depuis 2009. 
Le circuit obtient en avril 2020 la certification Grade 1 par la FIA, permettant au circuit d’accueillir des épreuves et essais de Formule 1. Le 24 juillet 2020, dans la foulée du remaniement du calendrier de la saison 2020 de la Formule 1, il est annoncé que le Grand Prix du Portugal sera disputé pour la première fois depuis 24 ans et sur ce circuit du 23 au 25 octobre.
Du 20 au 22 novembre, également à la suite d'un remaniement du calendrier, le circuit accueille pour la première fois un Grand Prix de MotoGP. Le dernier Grand Prix moto du Portugal datait de 2012.

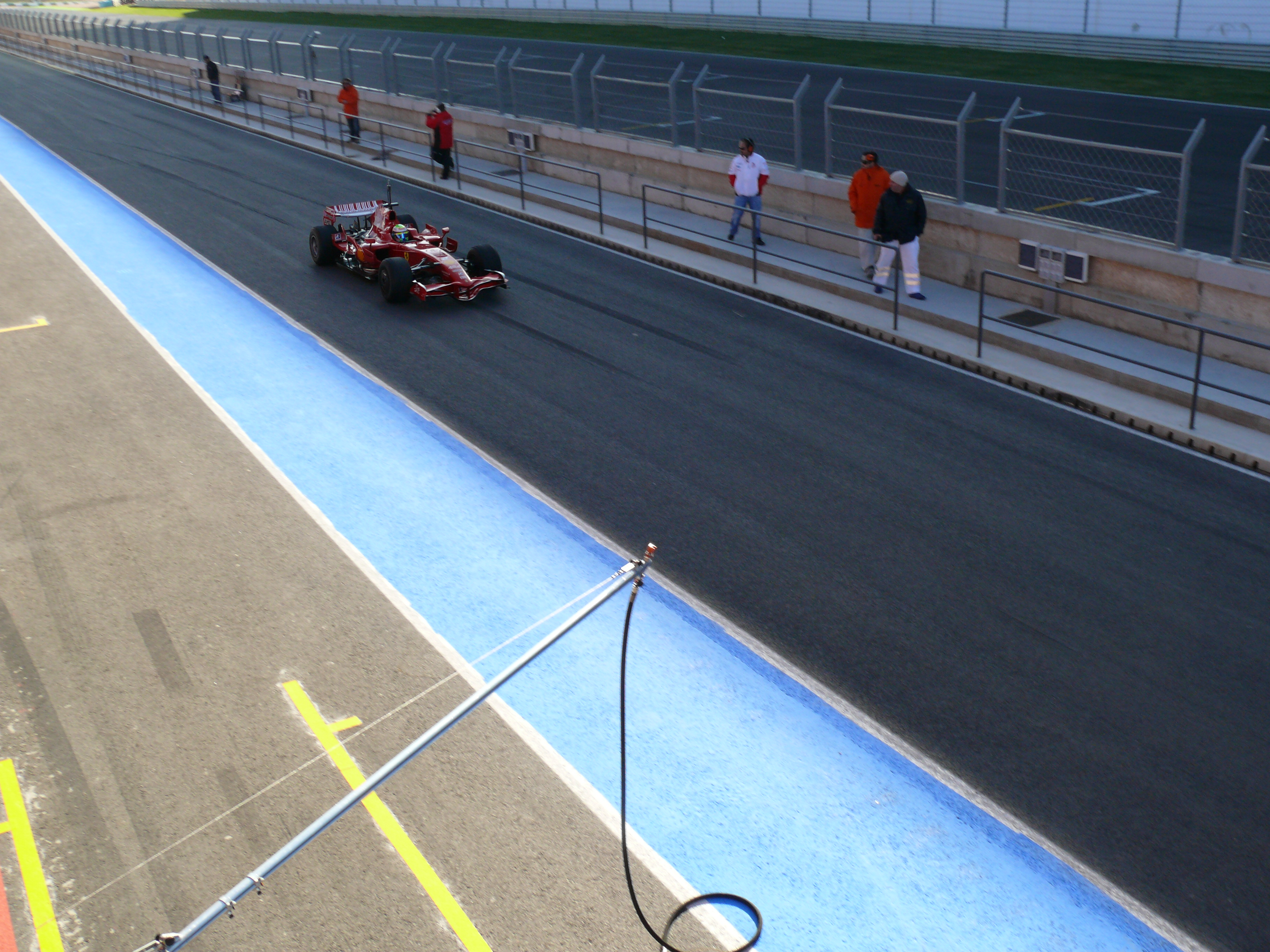
Felipe Massa dans la ligne des stands (essais de décembre 2008).

## Records du circuit
Le record du circuit a été établi par Valtteri Bottas en 2021 et sa Mercedes Formule 1 en 1 min 18 s 348
Le tour le plus rapide en Moto GP a été établi par Marc Marquez et sa Honda lors du Grand prix 2023 en 1'37.22. 6

## Résultats en championnat du monde de Formule 1
| Année | Vainqueur      | Écurie   | Résultats |
| ----- | -------------- | -------- | --------- |
| 2020  | Lewis Hamilton | Mercedes | Résultats |
| 2021  | Lewis Hamilton | Mercedes | Résultats |